# بارزیا
بارزیا (به بلغاری: Barzeya) یک منطقهٔ مسکونی در بلغارستان است که در شهرستان کیرکوفو واقع شده است.